# Запольский, Николай Васильевич
Николай Васильевич Запольский (1835—1883) — русский медик.

## Биография
Родился в 1835 году в дворянской семье. 
Учился в Московской гимназии (?) по окончании которой поступил  в Московский университет. В 1860 году успешно завершил университетский курс медицинского факультета Московского университета со степенью лекаря, после чего поступил на службу в Московский Николаевский сиротский институт.
Кроме того, Николай Васильевич Запольский реферировал московский журнал «Медицинское обозрение» по вопросам гинекологии и акушерства, начиная с 1874 года и почти до самой смерти.
Ему принадлежат следующие печатные работы: "О патологии маточных родовых сокращений" («Московская медицинская газета», 1870 г.); "Теория пуэрперал. процесса" («Московская медицинская газета», 1871 г.); "Об отношении карболовой кислоты к белковым телам и ферментам" («Московская медицинская газета»); "Случай dismenorrhoea membranaceae" («Московская медицинская газета», 1872 г.); "О рвоте беременных" («Московская медицинская газета», 1873 г.); "Состояние гинекологии на западе" («Медицинское обозрение», 1879 г.) и "Оперативное лечение кист яичника" («Медицинское обозрение»).
Умер 6 (18) июля 1883 года в чине надворного советника.